# 孫昭子
孙昭子（?—?），姬姓、孙氏，名炎，中国春秋时期卫国人，惠孫的曾孙，孙莊子的父亲。
晋文公的晚年，卫成公不去朝见晋国，反派孔达侵郑国。晋襄公在先且居的建议下，先在温地朝觐了周襄王。派先且居、胥臣进攻卫国。前626年（鲁文公元年、晋襄公二年、卫成公九年）五月初一日，晋军包围戚地。六月初八日，占取戚地，俘虏了孙昭子。